# Engin blindé de reconnaissance et de combat
L'Engin blindé de reconnaissance et de combat (EBRC) è il veicolo destinato a sostituire l'ERC-90 Sagaie e l'AMX-10RC nell'Armée de terre francese. Si chiamerà Jaguar.

## Storia
All'orizzonte 2020, l'Armée de terre desidera sostituire i suoi blindati leggeri. Il programma EBRC consiste nell'acquisto tra 70 e 250 blindati.
Il Ministero della difesa ne ha affidato lo sviluppo al GME formato da Nexter, Thales e Arquus. Le consegne dovranno iniziare a partire dal 2020. 248 EBRC dovranno essere ordinati.
L'acquisto di questo veicolo rientra nel quadro del programma Scorpion destinato a modernizzare la cavalleria dell'Armée de terre, con la modernizzazione dei carri armati Leclerc (Standard F1 o Leclerc XLR) e la sostituzione dei veicoli blindati VAB con i VBMR.
La Legge di programmazione militare 2019-2025 prevede l'acquistizione di 300 EBRC Jaguar entro il 2030; a fine 2025 sono previsti 150 AMX-10RC, 150 JAGUAR e 629 VBCI.

## Tecnica
Il veicolo sarà un blindato leggero a ruote 6×6 di una massa compresa tra 20 e 25 tonnellate e sarà dotato del missile MMP, sviluppato dalla MBDA, di un cannone da 40 mm 40 CTAS, e di una mitragliatrice da 7,62 mm. La torretta permetterà di sollevare il cannone fino a un angolo di 45 gradi per puntare verso obiettivi in altura.
Inoltre, dovrà condividere un massimo di parti con il successore del VAB, il VBMR Griffon.

## Utilizzatori
Francia – Armée de terre
Ordine iniziale di 20 Jaguar (dei 300 previsti).
 Belgio – Componente terrestre dell'armata belga
Ordine di 60 Jaguar per sostituire i Piranha IIIC.